# Харковска област
Харковска област (укр. Харківська область), позната и као Харковшчина (укр. Харківщина), област је у источном делу Украјине. На северу се граничи са Русијом, Луганском облашћу на истоку, Доњецком облашћу на југоистоку, Полтавском облашћу на западу и Сумском облашћу на северозападу. Површина области је 31.400 km², што чини 5,2% укупне површине Украјине.
Харковска област је трећа по броју становника у Украјини. У градовима се највише говори руски језик, док се ван градова користи украјински. Административни центар области је град Харков.

## Историја
Територија Харковске области је била стално насељена још од доба палеолита, али постоје археолошки докази да су Неандерталци овде живели још пре 80 хиљада година.
Област је била слабије насељена све до периода око 1630. године, када је већи број Украјинаца почео овде да се досељава пре и током Кмелинцског устанка. Већина се населила у близини реке Дњепар. Они су ову област назвали Слободна Украјина. 1654. област је припојена Великој московској кнежевини. У наредних неколико векова, ова област је у великој мери русификована. Харковско намесништво је образовано 1797. године као део Руске Империје и као такво је постојало до 1919. године. Модерна Харковска област је формирана 27. фебруара 1932.

## Демографија
| Националност | 1989. | 2001. | Матерњи језик    | 1989. | 2001. |
| Украјинци    | 62,8% | 70,7% | Украјински језик | 50,5% | 53,8% |
| Руси         | 33,2% | 25,6% | Руски језик      | 48,1% | 44,3% |
| Белоруси     | 0,7%  | 0,5%  | остали језици    | 1,4%  | 1,9%  |
| Јевреји      | 1,5%  | 0,4%  |                  |       |       |
| Јермени      | 0,3%  | 0,4%  |                  |       |       |
| Азери        | 0,2%  | 0,2%  |                  |       |       |

## Економија
Харковска област се највише ослања на економију базирану на индустрији, пре свега на металургији, инжењерству, хемијској индустрији и производњи хране. У Харковској области се налази и једно од највећих нафтних поља у Украјини.